# Konstnärsringen
Konstnärsringen är en förening, grundad 1909 av konstnärerna Maja Setterberg (1876–1950) och Ragnhild Sellén (1872–1942). Sångpedagogen och läkaren Gillis Bratt (1870–1925), var dess förste ordförande 1909-1925. Det är en sammanslutning av konstnärer, konstutövare och konstintresserade. Under åren har en lång rad av Sveriges främsta konstutövare varit med i föreningen. Konstnärsringens syfte är att främja gemensamma konstnärliga intressen och att samlas kring och sprida kunskap om konst, musik, litteratur och dans.
Man anordnar föredrag, konserter, utflykter och andra aktiviteter för att främja alla olika konstarter. Det har under åren utgivits flera böcker och skrifter, bland annat till 20-årsjubileet 1929. Föreningen delar ut stipendium i föreningens första ordförande Gillis Bratts namn.
Vid Konstnärsringens Årsmöte 2024 valdes följande styrelse, ordföranden Olof Lilja samt ledamöterna Johan Falk, Michaela Jolin, Eva Larsson-Myrsten, Niklas Lindblad, Ulla Magnusson, Carina Morling, Per Arthur Segerström.
Föreningen har följande hedersmedlemmar, Marja Alexanderson, Christian Minnhagen samt Stig Tysklind.

## Gillis Bratt-stipendiater genom åren
- 1979 Anne Sofie von Otter.[3]
- 1993  Anders Larsson.[4]
- 1995 Malena Ernman, sopran.[5]
- 1996 Jesper Kemi, tenor.[6]
- 1998 Lars Johansson, baryton.[7]
- 2001 Liine Carlsson, sopran.[8]
- 2003 Maria Matyazova, sopran.[9]
- 2007 Carl Lindén, baryton.[10]